# Miroslav Vrátil
Miroslav Vrátil (* 12. dubna 1920) je bývalý český fotbalista, záložník a útočník.

## Fotbalová kariéra
V československé lize hrál za Viktorii Žižkov. Ve francouzské lize hrál za Olympique de Marseille, kde získal francouzský ligový titul. Ve francouzské nejvyšší soutěži nastoupil ve 14 utkáních a dal 2 góly.

## Ligová bilance
| Ročník                        | Zápasy | Góly | Klub            |
| ----------------------------- | ------ | ---- | --------------- |
| Národní liga 1943/44          | -      | -    | Viktoria Žižkov |
| Státní liga 1945/46           | -      | 9    | Viktoria Žižkov |
| Státní liga 1946/47           | -      | 8    | Viktoria Žižkov |
| CELKEM 1. československá liga | -      | -    |                 |